# Kommando Deutsch-Arabische Truppen
Kommando Deutsch-Arabische Truppen (KODAT) – jednostka wojskowa wyższego rzędu Wehrmachtu w Północnej Afryce podczas II wojny światowej.
Kommando Deutsch-Arabische Truppen zostało utworzone przez Niemców w styczniu 1943 r. w Tunezji. Do poł. lutego w jego skład wchodziły dwa bataliony złożone z ochotników arabskiego pochodzenia z Tunezji, batalion Arabów z Algierii i batalion Arabów z Maroka. Liczyły one ok. 3 tys. ludzi, w większości b. żołnierze armii francuskiej. Kadra dowódcza była niemiecka. Bataliony KODAT współdziałały z innymi jednostkami składającymi się z Arabów – Sonderverband 288, przemianowanym następnie na Panzergrenadier Regiment (mot.) "Afrika" oraz Deutsche-Arabische Lehr Abteilung.
Szeregowi żołnierze batalionów KODAT nosili mundury armii francuskiej M1935 w kolorze khaki z niemieckimi insygniami i białą opaską na prawym ramieniu z napisem Im Dienst der Deutschen Wehrmacht. Hełmy mieli francuskie i niemieckie. Oficerowie i podoficerowie (Niemcy) nosili mundury niemieckie z plakietką na prawym ramieniu z napisem Orientkorps.